# Rørklokker
Rørklokker er et musikinstrument i percussion-genren. Hver klokke er et rør i stål eller messing på 30-38 mm. i diameter. Klokkerne sidder i et stativ.
Rørklokker er blevet særligt populære gennem sangene Carol of the Bells og Mike Oldfields Tubular Bells (der er det engelske navn for instrumentet). 
De er dog mest brugt i Klassisk Musik.